# Flavio Pertoldi
Flavio Pertoldi (Udine, 24 maggio 1951) è un politico italiano.
A lungo eletto nelle file del centrosinistra, prima delle elezioni politiche del 2013 abbandona il Partito democratico per sostenere Scelta Civica. Non trova posto nelle liste e rilancia una candidatura alle elezioni regionali con altri centristi, poi rivelatasi senza esito.